# Мужская сборная Швеции по кабадди
Мужская национальная сборная Швеции по кабадди — представляет Швецию на международных соревнованиях по кабадди. Управляющей организацией является Федерация кабадди Швеции (англ. Swedish Kabaddi Federation).

## Результаты выступлений

### Чемпионаты мира (круговой стиль)
| Год       | Победы         | Ничьи          | Поражения      | Место          |
| --------- | -------------- | -------------- | -------------- | -------------- |
| 2010—2013 | не участвовали | не участвовали | не участвовали | не участвовали |
| 2014      | 1              | 0              | 4              | 9              |
| 2016      | 1              | 0              | 4              | 9              |
| 2020      | не участвовали | не участвовали | не участвовали | не участвовали |